# Бюст Антона Чехова
Бюст Антона Чехова — скульптурное изображение А. П. Чехова, выполненное Верой Морозовой в 1935 году. Установлен в Таганроге, в дворике Домика Чехова. Данная работа является первым скульптурным изображением Чехова в СССР.

## Бюст
Бюст, установленный в дворике Домика Чехова, слева от главной аллеи, изготовлен из тонированного гипса. Высота бюста — 104 см. Постамент выполнен из оштукатуренного кирпича, его высота также равна 104 см.

## История создания
Работу над бюстом Вера Морозова начала в Таганроге, куда приехала в 1931 году вслед за мужем Александром Моррисоном, назначенным редактором местной газеты «Донская правда». Морозова была скульптором-самоучкой, специального образования не получила.
Александр Моррисон активнейшим образом занимался подготовкой в Таганроге торжеств, приуроченных к чеховскому юбилею. Для согласования вопросов по празднованию 75-летнего юбилея А. П. Чехова Моррисон выезжал в Москву к Н. Бухарину.
Работа над бюстом продолжалась два года, с 1933 по 1935. Бюст был изготовлен в глине, с него была сделана гипсовая форма. К юбилею А. П. Чехова бюст высекался в камне.

## Торжественное открытие
Открытие произошло в 1935 году, во время торжеств, посвящённых 75-летию со дня рождения А. П. Чехова, при большом стечении публики, в присутствии Марии Чеховой, Ольги Книппер-Чеховой, Александра Вишневского, Аллы Тарасовой, Валентина Катаева и др.

Открытие памятника пришлось на ясное солнечное утро. Перед домиком Чехова, в маленьком «вишневом саду», на высоком постаменте вознесено было нечто, завернутое в материю. Вокруг толпилось множество приезжей публики. Отец на голову возвышался надо всеми, в его голосе был рокот радушного хозяина. Ольгу Леонардовну Книппер-Чехову держал под руку артист МХАТа Вишневский. Она и Мария Павловна Чехова — сестра писателя, обе были в светлых кружевах и в соломенных шляпках. Я порадовалась, что мать — тоже в светлом платье и тоже — в соломенной шляпе. Поодаль стояла молодая красавица, о ней шептали, что это — восходящая звезда театра Алла Тарасова, которой Книппер не дает ходу. Произошло какое-то движение в толпе, и отец с поклоном передал маленькой старушке — Марии Павловне — ножницы. Она сделала шажок к памятнику и разрезала ленту. Материя спала, и взорам публики открылся бюст Антона Павловича. Книппер-Чехова и Мария Павловна, ахнув, в один голос сказали, что никогда еще не видели такого портретного сходства. Это была и правда материнская удача. Намек на пенсне, сделанный в камне, углублял взгляд и придавал ему знакомую проницательность. Раздались аплодисменты. Мать стояла невозмутимо-спокойная, словно все это относилось не к ней, а я обливала слезами радости шелковый бок её платья.
— Нелли Морозова

## Известные копии бюста
- По имеющейся модели бюста на заводе «Красный котельщик» в мае 1944 года была отлита бронзовая копия, установленная на таганрогской Красной площади[1] 16 июля 1944 года[6]. Демонтирована в 1960 году, перед установкой монументального памятника Чехову работы И. Рукавишникова[7].
- Позже был изготовлен там же второй экземпляр, в дар школе № 2 им. Чехова, который был установлен у входа в школу в 1950 году[1].